# Microctenopoma lineatum
Microctenopoma lineatum är en fiskart som först beskrevs av Nichols 1923.  Microctenopoma lineatum ingår i släktet Microctenopoma och familjen Anabantidae. IUCN kategoriserar arten globalt som otillräckligt studerad. Inga underarter finns listade i Catalogue of Life.